# Acanthurus nigricans
Acanthurus nigricans – ryba morska z rodziny pokolcowatych. Bywa hodowana w akwarium morskim.

## Opis
Występuje na Pacyfiku (Hawaje) oraz na Oceanie Indyjskim.
Gatunek ten dorasta do 25 cm.
Jest rybą spokojną, pływającą na różnych głębokościach. Wymaga dużej przestrzeni do pływania, licznych kryjówek i dobrze napowietrzonej wody. Nie przejawia agresji w stosunku do innych pokolcowatych. Ryba nie polecana do trzymania jej w akwariach, ponieważ zazwyczaj nie przeżywa więcej niż kilka miesięcy (przyczyna nie jest znana).
Jego naturalnym pożywieniem są gąbki i algi. W hodowli można przyzwyczaić go do jedzenia suszonych morskich wodorostów nori oraz suszonej spiruliny. Pokarmem uzupełniającym może być sparzona sałata i drobne bezkręgowce takie jak solowiec czy dafnia.